# Torbjörn Kornbakk
Torbjörn Jarle Kornbakk (* 28. Mai 1965 in Göteborg) ist ein ehemaliger schwedischer Ringer.

## Werdegang
Torbjörn Kornbakk wuchs in Göteborg auf. Als Jugendlicher spielte er Fußball und schwamm gerne, kam aber im Jahre 1973 zusammen mit seinem Bruder Martin durch einen Freund zum Ringen. Er trat dem Sportverein Örgryte IS Göteborg bei und war schon im Jugend- und Juniorenalter einer der besten schwedischen Ringer seiner jeweiligen Altersklasse. Er rang ausschließlich im griech.-römischen Stil. Bei einer Größe von 1,79 m wog er ca. 76 bis 78 kg und war eher ein schlanker, eleganter Ringertyp. Mit Hilfe seines Trainer Martin Steen schaffte er mit 20 Jahren den Sprung in die schwedische Nationalmannschaft. Sein Debüt bei internationalen Meisterschaften gab er bei den Europameisterschaften 1988 in Kolbotn/Norwegen. Er belegte einen guten 5. Platz und war der beste Ringer aus einem nichtsozialistischen Staat. Bei den Olympischen Spielen 1988 in Seoul bekam Torbjörn noch keinen Einsatz. Der erfahrenere Roger Tallroth wurde ihm vorgezogen.
Im Jahre 1989 war er aber bei den Europameisterschaften in Oulu wieder dabei und vertrat von da an Schweden bei vielen internationalen Meisterschaften bis zum Jahre 1998. In Oulu belegte er einen hervorragenden 2. Platz. Im Finale unterlag er Petar Tenew aus Bulgarien. Bei der Weltmeisterschaft des gleichen Jahres in Martigny/Schweiz musste er sich mit einem 9. Platz zufriedengaben.
Den ersten internationalen Titel gewann Torbjörn 1990. In Posen wurde er Europameister. In einem rein skandinavischen Finale besiegte er dabei den Finnen Tuomo Karila. Bei der Weltmeisterschaft 1990 in Rom lieferte er zwar wieder einige gute Kämpfe ab, landete aber letztendlich auf dem 6. Platz.
Auch bei de Europameisterschaft des Jahres 1991 in Aschaffenburg gewann er wieder eine Medaille, während er bei den Weltmeisterschaften des gleichen Jahres mit dem 10. Platz leer ausging.
Im Olympiajahr 1992 schaffte er in Barcelona bei seiner ersten Teilnahme an Olympischen Spielen den Gewinn einer Medaille. Im Kampf um die Bronzemedaille siegte er über Néstor Almanza aus Kuba, nachdem er im Halbfinale an dem Polen Józef Tracz gescheitert war.
Im Jahr 1993 konnte er verletzungsbedingt nur an den im Herbst in Stockholm stattfindenden Weltmeisterschaften teilnehmen. Gerne hätte er natürlich in seinem Heimatland eine Medaille gewonnen, aber wegen einer Niederlage gegen den Franzosen Yvon Riemer im Kampf um die Bronzemedaille kam er nur auf den 4. Platz.
Dafür war er im Jahr 1994 wieder sehr erfolgreich, denn er gewann sowohl bei der Europameisterschaft in Athen als auch bei der Weltmeisterschaft in Tampere die Bronzemedaille. Bei der Weltmeisterschaft unterlag er seinem alten Konkurrenten Mnazakan Iskandarjan aus Russland knapp nach Punkten und besiegte im Kampf um die Bronzemedaille Stoyan Stoyanow aus Bulgarien.
Nachdem Torbjörn im Jahr 1995 verletzungsbedingt ausgefallen war, stand er von 1996 bis 1998 wieder auf der Matte. Dabei kam er aber nur mehr bei der Europameisterschaft 1997 in Kouvola auf einen Spitzenplatz. Er wurde nämlich zum zweiten Mal Europameister. Im Endkampf schlug er den Finnen Marko Asell. Bei den Olympischen Spielen 1996 war er vorher auf dem für ihn enttäuschenden 10. Platz gelandet.
Nachdem er bei der Weltmeisterschaft 1998 im eigenen Land, nämlich in Gävle, nach zwei Niederlagen gegen den Armenier Levan Geghamyan und den Japaner Takamitsu Katayama nur auf den 22. Platz gekommen war, beendete er seine internationale Karriere.
Torbjörn Kornbakk war auch in Deutschland sehr gut bekannt, denn er rang viele Jahre erfolgreich für den KSV Witten in der Bundesliga der Ringer. Er arbeitet jetzt als Chiropraktiker in seiner Heimatstadt.
Die Ergebnisse der Meisterschaften und einiger anderer Turniere, an denen Torbjörn Kornbakk teilnahm, sind aus dem folgenden Abschnitt ersehen.

## Internationale Meisterschaften
(OS = Olympische Spiele, WM = Weltmeisterschaft, EM = Europameisterschaft, GR = griech.-röm. Stil, We = Weltergewicht, bis 1996 bis 74 kg und ab 1997 bis 76 kg Körpergewicht)
- 1988, 5. Platz, EM in Kolbotn/Norwegen, GR, We, hinter Bissolt Dezijew, UdSSR, Jaroslav Zeman, CSSR, Janos Takacs, Ungarn und Józef Tracz, Polen und vor Borislaw Welitschkow, Bulgarien;
- 1989, 2. Platz, EM in Oulu, GR, We, hinter Petar Tenew, Bulgarien und vor Zeman, Dezijew, Tracz und Jouko Salomäki, Finnland;
- 1989, 9. Platz, WM in Martigny/Schweiz, GR, We, Sieger: Daulet Turlychanow, UdSSR vor Anton Arghire, Rumänien, Petar Tenew und Udo Ruggaber, BRD;
- 1990, 1. Platz, EM in Posen, GR, We, vor Tuomo Karila, Finnland, Zeman, Tracz, Ruggaber und Arghira;
- 1990, 6. Platz, WM in Rom, GR, We, hinter Mnazakan Iskandarjan, UdSSR, Dobri Marinow, Bulgarien, Zeliko Traykovic, Jugoslawien, Janos Takacs, Ungarn und Tracz;
- 1990, 2. Platz, World Cup, GR, We, hinter Dezijew und vor Néstor Almanza, Kuba, Gordy Morgan, USA und Ali Akbar, Iran;
- 1991, 3. Platz, EM in Aschaffenburg, GR, We, hinter Iskandarjan und Karila und vor Takacs, Yvon Riemer, Frankreich und Anton Marchl, Österreich;
- 1991, 10. Platz, WM in Warna, GR, We, Sieger: Iskandarian vor Zeman und Riemer;
- 1992, 6.Platz, EM in Kopenhagen, Gr, We, hinter Mircea Constantin, Rumänien, Iskandarjan, Riemer, Erkan Balci, Türkei und Takacs;
- 1992, Bronzemedaille, OS in Barcelona, GR, We, hinter Iskandarjan und Tracz und vor Almanza, Riemer und Marchl;
- 1993, 3. Platz, Baltic Sea Games, GR, We, hinter Sergej Poperetschni, Russland und Marthin Kornbakk, Schweden und vor Pasi Sarkkinen, Finnland und Robert Zevtovski, Polen;
- 1993, 4. Platz, WM in Stockholm, GR, We, hinter Almanza, Tracz und Riemer und vor Yalcin Karapinar, Türkei und Stojan Dobrew, Bulgarien;
- 1994, 1. Platz, Großer Preis der BRD in Koblenz, GR, We, vor Riemer, Zeman, Roy Andersen, Norwegen und Josi Bojkow, Bulgarien;
- 1994, 3. Platz, EM in Athen, GR, We, hinter Erol Koyuncu, Türkei und Wladimir Kopytow, Belarus und vor Constantin, Artur Dzigasow, Ukraine und Zeliko Traikow, Bosnien-Herzegowina;
- 1994, 3.Platz, WM in Tampere, GR, We, hinter Iskandarjan und Tracz und vor Stojan Dobrew, Bulgarien, Constantin und Galust Abramjan, Armenien;
- 1996, 5. Platz, EM in Budapest, GR, We, hinter Nazmi Avluca, Türkei, Kopytow, Erik Hahn, Deutschland und Dzigasow und vor Iskandarian;
- 1996, 4. Platz, Turnier in Faenza, GR, We, hinter Filiberto Azcuy, Kuba, Attila Repka, Ungarn und Erik Hahn und vor Anton Marchl;
- 1996, 10. Platz, OS in Atlanta, GR, We, Sieger Azcuy vor Marko Asell, Finnland, Tracz, Hahn und Iskandarjan;
- 1997, 1. Platz, Turnier in Nyíregyháza/Ungarn, GR, We, vor Andrei Battura, Russland, Asell, Attila Bátky, Slowakei und Dalibor Busic, Jugoslawien;
- 1997, 1. Platz, EM in Kouvola/Finnland, GR, We, vor Asell, Riemer, Kopytow, Waleri Kopajew, Russland und Khvicha Bichinaschwili, Georgien;
- 1998, 1. Platz, Großer Preis der BRD in Aalen, GR, We, vor Ghani Yalouz, Frankreich, Dmitri Avramis, Griechenland, Erik Hahn, Marko Yli-Hannuksela, Finnland und Busic;
- 1998, 13. Platz, FILA-Test-Turnier, GR. We, nach Niederlage gegen Attila Bátky, Ukraine und Sieg über Georg David, Österreich; Sieger: Ascuy vor Konstantin Schneider, Deutschland und Attik Tedeschi, Italien;
- 1998, 22. Platz, WM in Gävle/Schweden, GR, We, nach Niederlagen gegen Levan Geghumyan, Armenien und Takamitsu Katayama, Japan; Sieger: Bachtiar Baseitow, Kasachstan vor Azcuy und Avluca

## Schwedische Meisterschaften
Torbjörn Kornbakk wurde in den Jahren 1990, 1991, 1993, 1994, 1996, 1997 u. 1998 schwedischer Meister im griechisch-römischen Stil im Weltergewicht.